# Epizeuxis mollifera
Epizeuxis mollifera là một loài bướm đêm trong họ Noctuidae.